# Pelasgos (mythische stamvader)
Pelasgos (Oudgrieks: Πελασγός) is in de Griekse mythologie de mythische stamvader van de Pelasgen. Hij was een autochthonos, òf een zoon van Zeus en Niobe. 
Onder de Oude Grieken hebben verschillende individuele stammen zich erop beroepen dat Pelasgos in het bijzonder hun stamvader was. Hiermee wilden zij bewijzen dat zij tot de oorspronkelijke bewoners van het land behoorden.